# Illnau-Effretikon
Illnau-Effretikon is een gemeente in het Zwitserse kanton Zürich, en maakt deel uit van het district Pfäffikon.
Illnau-Effretikon telt 15.185 inwoners.

## Geschiedenis
Op 1 januari 2016 werd de buurgemeente Kyburg opgeheven en werd de plaats opgenomen in de gemeente Illnau-Effretikon.

## Overleden
- Helen Dünner (1899-1985), advocate, notaris en feministe